# Districte de Wun
El districte de Wun o de Wani fou una antiga divisió administrativa de l'Índia, a Maharashtra, i aleshores part del comissionat de Berar a les Províncies Centrals, amb capital a Wun. Va existir fins al 1905 quan es va formar un nou districte que el va incloure, amb capital a Yeotmal. Tenia una superfície de 10.127 km², amb 1.209 ciutats i pobles (les principals Yeotmal que era municipalitat, Dharwa, Digras i Wun)

## Població
- 1867: 323.689
- 1881: 392.102
- 1891: 471.613
- 1901: 466.929.

El 79% era hindú i la llengua verbacular era el marathi; els musulmans (uns 22.000) parlaven urdú. Els gonds, kolams i pardhans que eren en total uns 55.500, parlaven les seves llengües pròpies (gondi i kolami); els banjares o labhanis eren uns 26.000 i parlaven també la seva llengua (banjari); uns 23.000 habitants de la vall del Penganga parlaven telugu. Les castes principals eren: kunbis, mahars, telis, gaolis, mails, dhangars i bramans. El 79% de la població vivia de l'agricultura.

## Rius
- Penganga
  - Arna
  - Aran
  - Avaghari
  - Kuni
  - Vaidarbha
- Wardha 
  - Bembla

## Administració
Estava dividit en quatre talukes:
- Yeotmal
- Darwha
- Kelapur (capital Pandharkawada)
- Wun

## Història
Abans de l'arribada dels musulmans el 1294 se suposa que estava subjecte als gonds i als rages hindús de Warangal. Formà part de la província (taraf) de Berar sota la dinastia bahmànida (1347-1490) però va patir atacs gonds. El 1400 fou envaït pels gonds de Kherla i el 1425 tot el districte amb les fortaleses de Mahur i Kalam estava en mans dels "infidels" que se suposa eren els mateixos gonds. Fou en aquest any quan el sultà bahmànida Ahmad Shah Wali va atacar personalment la zona i va recuperar les fortaleses i en general tot el districte matant un gran nombre d'"infidels". El 1479 en el regnat de Muhammad Shah Lashkarl, el tretzè governant bahmànida, la província de Berar va quedar dividida en dues: Gawil i Mahur, i el que fou després el districte de Wun va quedar inclòs a la segona, sota el govern del habshi Khudawand Khan, que hi governava quan Fath-ullah Imad al-Mulk es va proclamar a si mateix sultà de Berar el 1490. No gaire després Imad al-Mulk es va apoderar de la província de Mahur arrabassant-la al successor de Khudawand Khan. Quan Berar en el regnat d'Akbar va passar als mogols, el que després fou el districte de Wun va quedar repartit entre els sarkars de Kalam i Mahur. Durant el govern d'Aurangzeb, Berar com altres regions van patir les exaccions fiscals per finançar les guerres; algunes derrotes d'Aurangzeb van permetre a Raja Bakht Buland de Deogarh d'assolar les terres planes als dos costats del riu Wardha. Cap al final del segle XVII els marathes es van acostar al territori. El 1724 Asaf Jah (Nizam al-Mulk) va dominar la zona però el poder local efectiu no va tardar va passar a la família Bhonsle amb Raghuji I, en lluita contra el seu oncle Kanhoji; fou a Bham, en un altiplà mirant sobre el riu Aran, que Raghuji va començar la seva carrera cap al poder i fou també a Bham que va poder escapar d'un intent d'assassinat del seu oncle Kanhoji (i el fill d'aquest Rayalji) i va aconseguir fugir a Deogarh; el 1734 va capturar a Kanhoji en un poble prop de Wun (al sude la població). El 1745 Raghuji I ja fermament assentat al poder a Nagpur, va arrabassar la pargana de Wun al rages de Chanda que se'n havien apoderat en la confusió dels darrers anys, i després va annexionar la mateixa Chanda. Les lluites entre Nagpur, el nizam i el peshwa van durar uns anys però no van afectar directament al territori del que fou el districte.
El 2 d'abril de 1818 el peshwa s'estava retirant cap a Chanda per unir-se a les tropes d'Appa Sahib de Nagpur contra els britànics, però fou perseguit per una columna britànica manada pel coronel Adams, que el va atrapar al petit poble de Siwni a la taluka de Kelapur i el va derrotar. Mentre les fèrtils terres baixes de la conca del Wardha havien patit durant els primers anys del segle XIX les depredacions dels pindaris.
El territori va restar en mans de Nagpur després de la Segona Guerra Anglo-Maratha. El 1848 hi va haver agitació quan un home que pretenia ser Appa Sahib, l'antic raja, es va rebel·lar i se li van unir quatre mil homes, però fou derrotat i capturat el 1849.
El 1853 la zona fou assignada pel nizam amb la resta del Berar a la Companyia Britànica de les Índies Orientals (complementat pel tractat de 1861) i va ser dividit en dos districtes: Berar del Nord i Berar del Sud; el primer tingué per capital a Amravati i el segon a Balagarh; això va durar pocs anys i el 1861 es van formar dos nous districtes: Berar de l'Est (Buldhana) i Berar de l'Oest, el primer format per Amraoti, Ellichpur i Wun i amb capital a Amraoti (Amravati); el 1864 es va formar el districte de Wun (inicialment anomenat Berar del Sud-oest) i el 1867 el districte d'Ellichpur. Entre 1867 i 1872 van existir les divisions (comissionariats) de Berar de l'Est (o Berar Oriental) i Berar de l'Oest (Berar Occidental) i Amravati fou capital de la primera incloent Wun. El 1872 va agafar el nom de districte de Wun.
La taluka de Wun tenia una superfície de 2.227 km² i una població el 1901 de 82.562 habitants amb 275 pobles i una sola ciutat, Wun, amb 6.109 habitants, capital de la taluka i del districte.
L'agost de 1905 el territori fou reorganitzat i la capital del districte amb límits similars fou traslladada a Yeotmal que va donar nom a l'entitat. La taluka de Tusad del districte de Basim (que fou suprimit) li fou incorporada, quedant la superfície amb 13.424 km² i la població amb 575.957 habitants (seguint el cens del 1901 afegint la de les noves zones incorporades).
Vegeu districte de Yeotmal.
El 1947 va quedar dins l'estat de Madhya Bharat però el 1956 quan els estats es van reorganitzar sobre bases lingüístiques, va passar a Maharashtra.

## Arqueologia
- Antiga fortalesa de Kalam.
- Temples Hemaditanti a Yeotmal i Lohara.
- Temples a Ladkhed i Mahagaon.
- Fortalesa de Kelapur.
- Ruïnes de Bham.